# Municipio Socoltenango
Koordinaten: 16° 15′ N, 92° 21′ W
Socoltenango ist ein Municipio des mexikanischen Bundesstaats Chiapas.
Das Municipio Socoltenango hat etwa 17.000 Einwohner und eine Fläche von 634,9 km². Verwaltungssitz und größter Ort im Municipio ist das gleichnamige Socoltenango, zweitgrößter Ort Tzinil.
Der Name Socoltenango ist aus dem Nahuatl abgeleitet und bedeutet „befestigter Ort der Krüge“.

## Geographie
Das Municipio Socoltenango liegt südlich des Zentrums des mexikanischen Bundesstaats Chiapas auf Höhen zwischen 400 m und 1400 m. Es zählt zur Gänze zur physiographischen Provinz der Sierra Madre de Chiapas und liegt vollständig in der hydrologischen Region Grijalva-Usumacinta. Die Geologie des Municipios wird zu 48 % von Kalkstein bestimmt bei 14 % Alluvionen; vorherrschende Bodentypen sind der Leptosol (41 %) und Vertisol (16 %). 36 % der Gemeindefläche werden ackerbaulich genutzt, 23 % dienen als Weideland, 11 % sind bewaldet.
Der wichtigste Fluss im Municipio ist der Río San Vicente; auch Teile des Stausees von La Angostura liegen im Municipio Socoltenango. 
Das Municipio Socoltenango grenzt an die Municipios Las Rosas, Comitán de Domínguez, Tzimol, La Trinitaria, Frontera Comalapa, Chicomuselo, La Concordia und Venustiano Carranza.

## Bevölkerung
Beim Zensus 2010 wurden im Municipio 17.125 Menschen in 4.159 Wohneinheiten gezählt. Davon wurden 993 Personen als Sprecher einer indigenen Sprache registriert, darunter 489 Sprecher des Tzeltal und 437 Sprecher des Tzotzil. Über 23 Prozent der Bevölkerung waren Analphabeten. 6.060 Einwohner wurden als Erwerbspersonen registriert, wovon über 87 % Männer bzw. 1,5 % arbeitslos waren. Über 37 % der Bevölkerung lebten in extremer Armut.
Im Jahre 2000 lag die Zahl der wirtschaftlich aktiven Bevölkerung bei 4.676. Davon waren 80,05 % im Primärsektor beschäftigt, 5,62 % im Sekundärsektor und 12,96 % im Tertiärsektor.

## Orte
Das Municipio Socoltenango umfasst 88 bewohnte localidades, von denen nur der Hauptort vom INEGI als urban klassifiziert ist. Zwei Orte wiesen beim Zensus 2010 eine Einwohnerzahl von über 500 auf, 51 Orte hatten weniger als 100 Einwohner. Die größten Orte sind:
| Ort             | Einwohner |
| Socoltenango    | 4863      |
| Tzinil          | 1106      |
| Puerto Rico     | 0799      |
| Emiliano Zapata | 0658      |